# タンザラ
タンザラ(Tamzara) (アルメニア語: Թամզարա、アラム語: ܬܐܢܙܐܪܐ、アゼルバイジャン語: Tənzərə、ギリシア語: Τάμσαρα 或いは Τάμζαρα、トルコ語: Tamzara)は、アルメニア、アッシリア、アゼルバイジャン(Şərur地域、Nakhichevan Khanate地域)、ギリシャなどアナトリア地域で踊られている民俗舞踊である。
特に、エルズィンジャン、エルズルム、Kiğı、Arapgir、エラズー、マラティヤの地域で人気が高く、音楽やステップが少しずつ異なる多くの種類のタンザラがアナトリア の様々な地域や古くからの村々より伝わっている。

## 歴史
タンザラの名前は、ギレスン県のアルメニア人の村 Tamzara（現Şebinkarahisar)に関連している。伝説によると、この踊りはアッシリア帝国による周辺地域の征服の過程で古代のアッシリア人によってアナトリアにもたらされたとされており、その名前はシュメールの食べ物や植生の神であるタンムーズ(アラビア語:تمّوز Tammūz)に由来する。
タンザラは、Çərçiboğan(Charchibogan)、Çomaxtur(Chomakhtur)、その他のŞərur(Sharur)の地域の村々では有名で、逐語的な言葉の意味は "Gizili tanbatan”(黄金)を指しており、今日タンザラは民俗舞踊集団のレパートリーに含まれており、女性の踊りで踊り手達は、指輪、イヤリング、ブレスレット、チェーンなど、あらゆる種類の金色のもので贅沢に着飾り、その美しさと輝きを指している。

## 様式
全てのタンザラは、９/８ 拍子（= ２＋２＋２＋１＋２）でトルコ音楽のリズムで言う Evfer のリズムを持つ。例外もあるが、殆どのメロディーも非常に似ている。殆どのアナトリアの民俗舞踊と同様に、小指でつながった大勢の人々で踊られる。あるバージョンでは、1人の女性または、肩を組んで互いに腰の周りに腕を回した2人の女性が、同じ方向を向いている1人の男性と踊るものもみられる。

## 参考資料
- 踊りの記録例 Tamzara, Folk Dance Federation of California, 2018年9月3日閲覧